# Toyoko
Toyoko es un pueblo del Departamento Zam de la Provincia de Ganzourgou en el centro de Burkina Faso. El pueblo tiene una población de 1.334 personas.